# Serein
Serein é um rio localizado na França.